# Hổ châu Á đại lục
Hổ châu Á đại lục hay còn gọi là hổ đại lục hay hổ lục địa (Danh pháp khoa học: Panthera tigris tigris) còn biết đến với tên gọi tiếng Anh là Mainland Asian tiger là thuật ngữ được sử dụng để chỉ về các quần thể hổ sinh sống ở vùng đại lục châu Á Trước đây, chúng được chia thành nhiều phân loài khác nhau, tuy nhiên từ năm 2017, tổ chức IUCN đã gom và phân chia lại các phân loài của loài hổ theo phương án gồm các quần thể hổ sống ở vùng đại lục với danh pháp Panthera tigris tigris, và quần thể hổ sinh sống ở vùng quần đảo Sunda với danh pháp là Panthera tigris sondaica.

## Các quần thể
Như vậy, theo phân loại mới nhất thì hổ đại lục bao gồm các quần thể sau đây:
- Hổ Bengal hay còn gọi là hổ Ấn Độ (P. t. tigris nghĩa hẹp), phân bố ở vùng tiểu lục địa Ấn Độ[2]
- Hổ Hoa Nam với danh pháp trước đây là P. t. amoyensis (Hilzheimer, 1905) phân bố ở miền Nam Trung Quốc[3] Quần thể hổ này được xem là đã tuyệt chủng trong tự nhiên, hiện chỉ còn các cá thể tồn tại trong môi trường nuôi nhốt.
- Hổ Caspi hay hổ Ba Tư với danh pháp trước đây là P. t. virgata (Illiger, 1815) phân bố ở miền Trung của Châu Á[4] Quần thể hổ này đã bị tuyệt chủng.
- Hổ Siberia hay còn gọi là hổ Mãn Châu, danh pháp trước đây là P. t. altaica (Temminck, 1844) — phân bố ở miền Viễn Đông Siberia[4]
- Hổ Đông Dương, danh pháp trước đây là P. t. corbetti Mazák, 1968 phân bố ở vùng bán đảo Đông Nam Á[5]
- Hổ Mã Lai danh pháp trước đây là P. t. jacksoni Luo et al., 2004 — phân bố ở vùng bán đảo Mã Lai[6]

## Phân loại
Theo mô tả đầu tiên của Linnaeus về loài này, một số mẫu hổ đã được mô tả và đề xuất như là phân loài. Tính hợp lệ của một số phân loài hổ đã được đặt câu hỏi vào năm 1999. Hầu hết các phân loài giả định được mô tả trong thế kỷ 19 và 20 được phân biệt dựa trên chiều dài lông và màu sắc, kiểu sọc và kích thước cơ thể, do đó các đặc điểm khác nhau trong quần thể. Về mặt hình thái, hổ từ các khu vực khác nhau rất ít và dòng gen giữa các quần thể trong các khu vực đó được coi là có thể xảy ra trong thời kỳ Pleistocene. Do đó, đề xuất chỉ công nhận hai phân loài hổ là hợp lệ, cụ thể là P. t. tigris ở lục địa châu Á và P. t. sondaica ở quần đảo Sunda. Kết quả phân tích sọ của 111 hộp sọ hổ từ các quốc gia Đông Nam Á cho thấy sọ hổ Sumatra khác với sọ hổ Đông Dương và hổ Java, trong khi sọ hổ Bali có kích thước tương tự sọ hổ Java. Các tác giả đã đề xuất phân loại hổ Sumatra và hổ Java là các loài khác nhau, P. sumatrae và P. sondaica với hổ Bali là phân loài P. sondaica balica.
Trong năm 2015, các đặc điểm hình thái, sinh thái và phân tử của tất cả các phân loài hổ giả định đã được phân tích theo cách tiếp cận kết hợp. Kết quả hỗ trợ phân biệt hai nhóm tiến hóa lục địa và hổ Sunda. Các tác giả đề xuất công nhận chỉ có hai phân loài là P. t. tigris bao gồm các quần thể hổ Bengal, Mã Lai, Đông Dương, Hoa Nam, Siberia và Caspia, và P. t. sondaica bao gồm các quần thể hổ Sumatra, Java và Bali. Các tác giả cũng lưu ý rằng việc phân loại lại này sẽ ảnh hưởng đến quản lý bảo tồn hổ. Một chuyên gia bảo tồn hoan nghênh đề xuất này vì nó sẽ làm cho các chương trình nhân giống nuôi nhốt và tái tạo trong tương lai của những con hổ sinh ra trong vườn thú dễ dàng hơn. Một nhà di truyền học đã nghi ngờ nghiên cứu này và cho rằng chín phân loài hiện được công nhận có thể được phân biệt về mặt di truyền.
Năm 2017, Lực lượng đặc nhiệm phân loại mèo của Nhóm chuyên gia mèo IUCN đã sửa đổi phân loại họ mèo và hiện công nhận quần thể hổ ở lục địa châu Á là P. t. tigris, và những con hổ ở quần đảo Sunda là P. t. sondaica.